# Roschal
Roschal (russisch Роша́ль) ist eine Stadt mit 21.272 Einwohnern (Stand 14. Oktober 2010) in Russland. Sie liegt im Ostteil der Oblast Moskau in der Meschtschora-Tiefebene, 150 km östlich von Moskau.

## Geschichte
Der Ort entstand 1916 und hieß zunächst Krestow Brod (Крестов Брод) nach einer nahe gelegenen Sumpflandschaft. Anlass für die Gründung der Siedlung war der Bau einer Schießpulver-Fabrik in der Nähe. Nach der Oktoberrevolution 1917 erhielt Krestow Brod zu Ehren des Marinesoldaten und Revolutionärs Semjon Roschal seinen heutigen Namen. Während der Sowjetzeit wurde die Pulverfabrik zu einer bedeutenden Munitionsfabrik und in den 1980er-Jahren zu einem Chemiekombinat ausgebaut, das lange Zeit den Ort – seit 1940 mit Stadtstatus – wirtschaftlich prägte. Während der wirtschaftlichen Dauerkrise der 1990er-Jahre schloss der Betrieb jedoch.

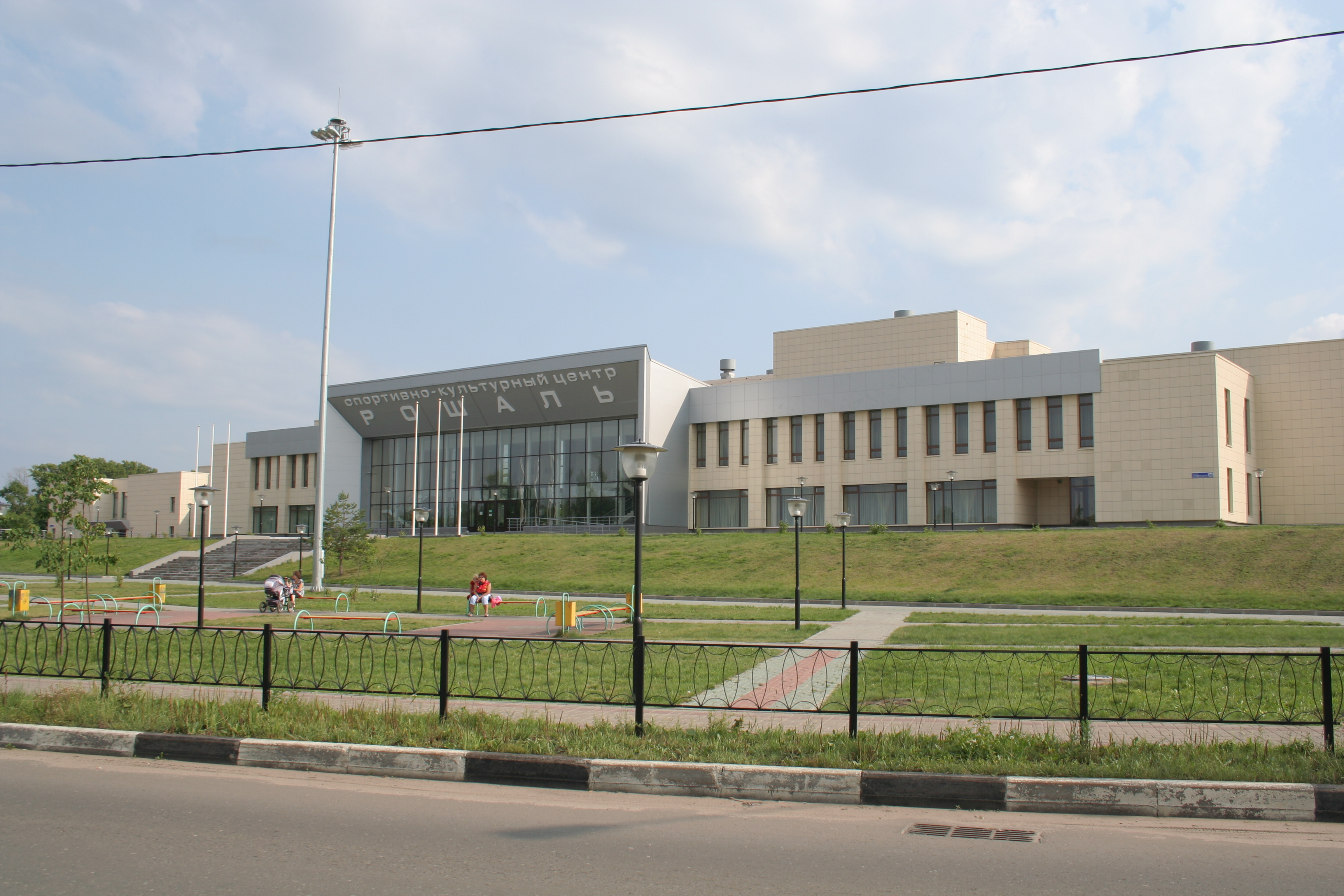
Sport- und Kulturzentrum Roschal

### Bevölkerungsentwicklung
| Jahr | Einwohner |
| ---- | --------- |
| 1926 | 5.400     |
| 1939 | 18.620    |
| 1959 | 21.819    |
| 1970 | 25.271    |
| 1979 | 25.256    |
| 1989 | 23.956    |
| 2002 | 22.407    |
| 2010 | 21.272    |

Anmerkung: Volkszählungsdaten (1926 gerundet)

## Wirtschaft und Verkehr
In den 1990er-Jahren kam die Industrie in Roschal durch die Schließung des Chemiekombinats weitgehend zum Erliegen. In der Umgebung der Stadt wird der in der östlichen Moskauer Oblast reichlich vorhandene Torf abgebaut und verarbeitet, außerdem Landwirtschaft betrieben. Durch die landschaftlich reizvolle Lage mitten in den Wald- und Sumpflandschaften der Meschtschora entwickelt sich in jüngster Zeit in Roschal und benachbarten Orten zunehmend auch der Tourismus.
Der nächste Bahnhof befindet sich in der 17 km entfernten Siedlung Tscherusti. Dort bestehen Verbindungen mit Nahverkehrszügen unter anderem nach Ljuberzy und Moskau.